# Monte Vidon Corrado
Monte Vidon Corrado (en dialecte : Muntidù) est une commune de la province de Fermo dans la région des Marches en Italie.

## Administration
| Période                                  | Période  | Identité        | Étiquette | Qualité |
| ---------------------------------------- | -------- | --------------- | --------- | ------- |
| 14 juin 2004                             | En cours | Andrea Scorolli |           |         |
| Les données manquantes sont à compléter. |          |                 |           |         |

### Communes limitrophes
Falerone, Montappone, Montegiorgio